# Comerio
Comerio (Cumér in dialetto varesotto) è un comune italiano di 2 786 abitanti della provincia di Varese, in Lombardia.

## Storia
Nel IV secolo a.C. la zona venne raggiunta dai Celti che scelsero la posizione strategica, posta tra Milano e il Lago Maggiore e di Como, per fondare l'agglomerato di "Kunmaer", primo nome dato all'insediamento. Il nome mutò negli anni in "Gunmeri", "Gomeri", "Gomera", "Gomero" e nel periodo comunale "Comero", ed infine nell'attuale "Comerio".
Nel medioevo in età comunale il paese assunse lo statuto di comune rurale. La lenta crescita della popolazione venne accelerata nel ventennio fascista, quando nel 1927 al comune di Comerio vennero aggregati quelli di Barasso e Luvinate, che al termine della seconda guerra mondiale tornarono ad essere comuni autonomi.
Nel 1946 venne fondata dall'imprenditore milanese Giovanni Borghi la "SIRI", meglio conosciuta come Ignis, azienda specializzata nella produzione di elettrodomestici. Acquisita nel 1972 dalla multinazionale Olandese Philips, divenne proprietà della statunitense Whirlpool nel 1991.

### Simboli
Lo stemma e il gonfalone sono stati concessi con decreto del presidente della Repubblica del 16 gennaio 1961.
I gelsi ricordano come, in passato, nella zona fosse diffuso l'allevamento dei bachi da seta per l'industria dei filati.
Il gonfalone è un drappo troncato di azzurro e di bianco riccamente ornato di ricami d'argento e caricato dello stemma sopra descritto con l'iscrizione centrata in argento: COMUNE DI COMERIO.

## Monumenti e luoghi d'interesse

### Architetture religiose

#### Chiesa di San Celso
La Chiesa di San Celso, edificata tra il X e l’XI secolo in stile romanico lombardo, nel 1922 fu dichiarata Monumento Nazionale.

### Architetture civili
Tra le architetture civili di Comerio spiccano la porzione di parco donata al Comune dalla proprietà di Villa Tatti Tallacchini e Villa Noseda Laugier (parco Laugier).

#### Villa Noseda Laugier
Originariamente inserita in un parco di estensione compresa tra il cosiddetto colle del Giuoco e le pendici del Campo dei Fiori, Villa Noseda Laugier è una dimora in stile eclettico costruita nel 1878, su progetto dell'architetto Canedi. Ampliamenti e rielaborazioni si registrarono successivamente all 1900, anno in cui la proprietà passò nelle mani di Lorenzo Laugier, al quale si devono anche la costruzione della portineria e dei rustici. L'edificio padronale, d'impostazione manieristica, ospita al suo interno uno scalone sul quale si affacciano una serie di ambienti organizzati in modo tale da costituire una sorta di loggiato.

## Società

### Evoluzione demografica
- 313 nel 1751
- 426 nel 1805
- annessione a Gavirate nel 1809
- 638 nel 1853

Abitanti censiti

## Infrastrutture e trasporti

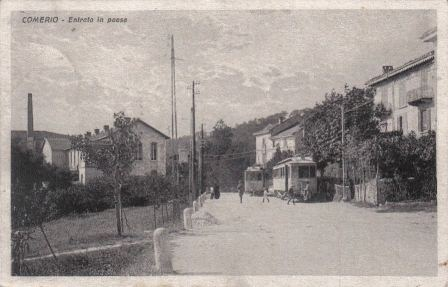
Il tram a Comerio

Fra il 1914 e il 1940 Comerio ospitò una fermata della tranvia Varese-Angera, gestita dalla Società Anonima Tramvie Orientali del Verbano (SATOV).
Il comune di Comerio, insieme a Barasso, è servito dalla linea ferroviaria FN Saronno-Varese-Laveno Mombello tramite la stazione di Barasso-Comerio.

## Amministrazione
Nel periodo fascista il comune si allargò, annettendo temporaneamente Barasso e Luvinate.

## Sport
Il Tennis Club di Comerio con Fausto Gardini, Nicola Pietrangeli, Orlando Sirola, ha vinto il campionato italiano maschile a squadre nel 1961 e 1962.
Nel 1958 Comerio è stata sede di arrivo della 2ª tappa del Giro d'Italia.
Tappe del Giro d'Italia con arrivo a Comerio
| Anno | Tappa | Partenza                   | km | Vincitore di tappa | Maglia rosa    |
| ---- | ----- | -------------------------- | -- | ------------------ | -------------- |
| 1958 | 2ª    | Varese (cron. individuale) | 26 | Ercole Baldini     | Ercole Baldini |